# 吳淞口

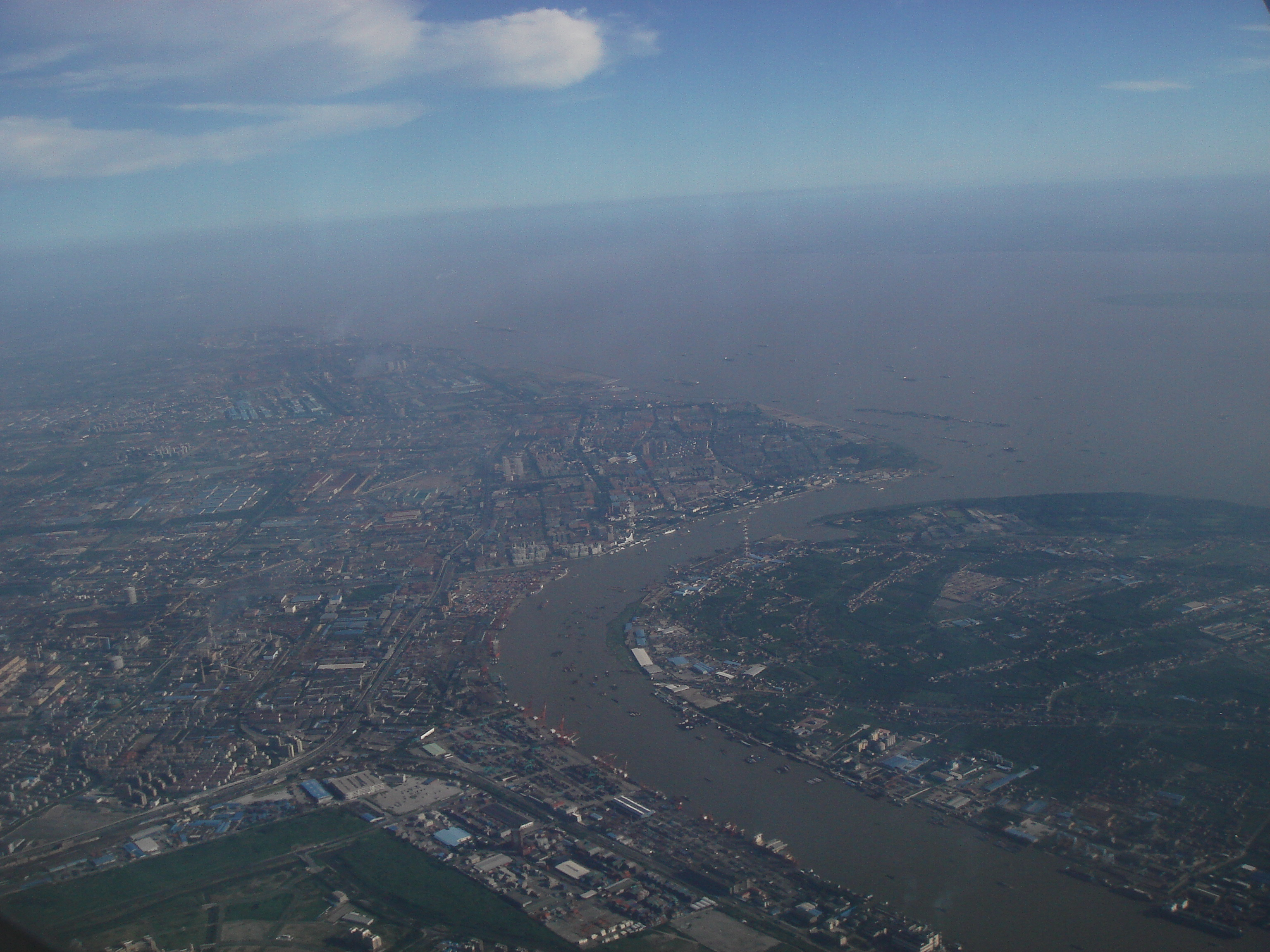
从空中鸟瞰吴淞口

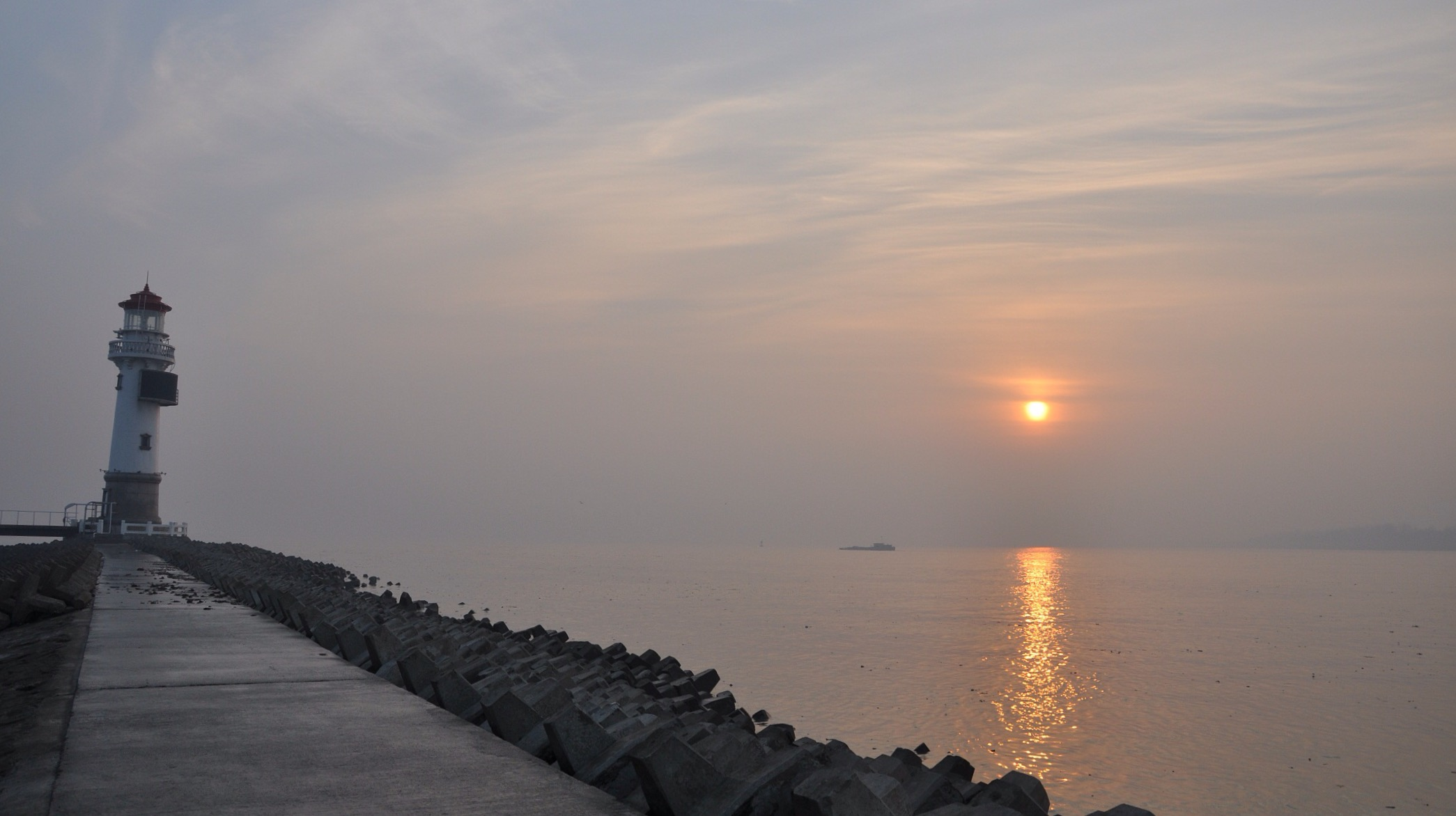
吴淞口日出

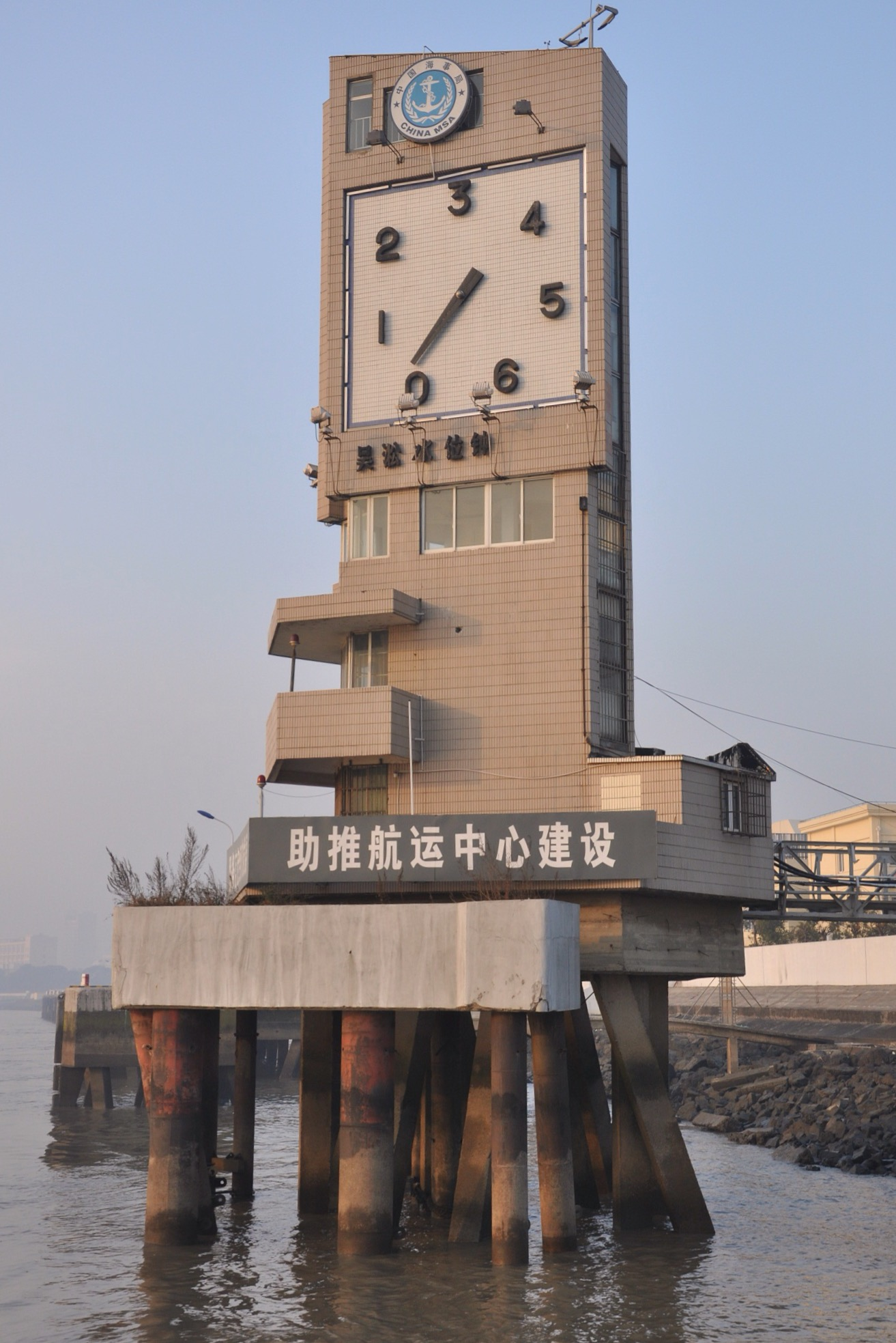
吴淞水位钟

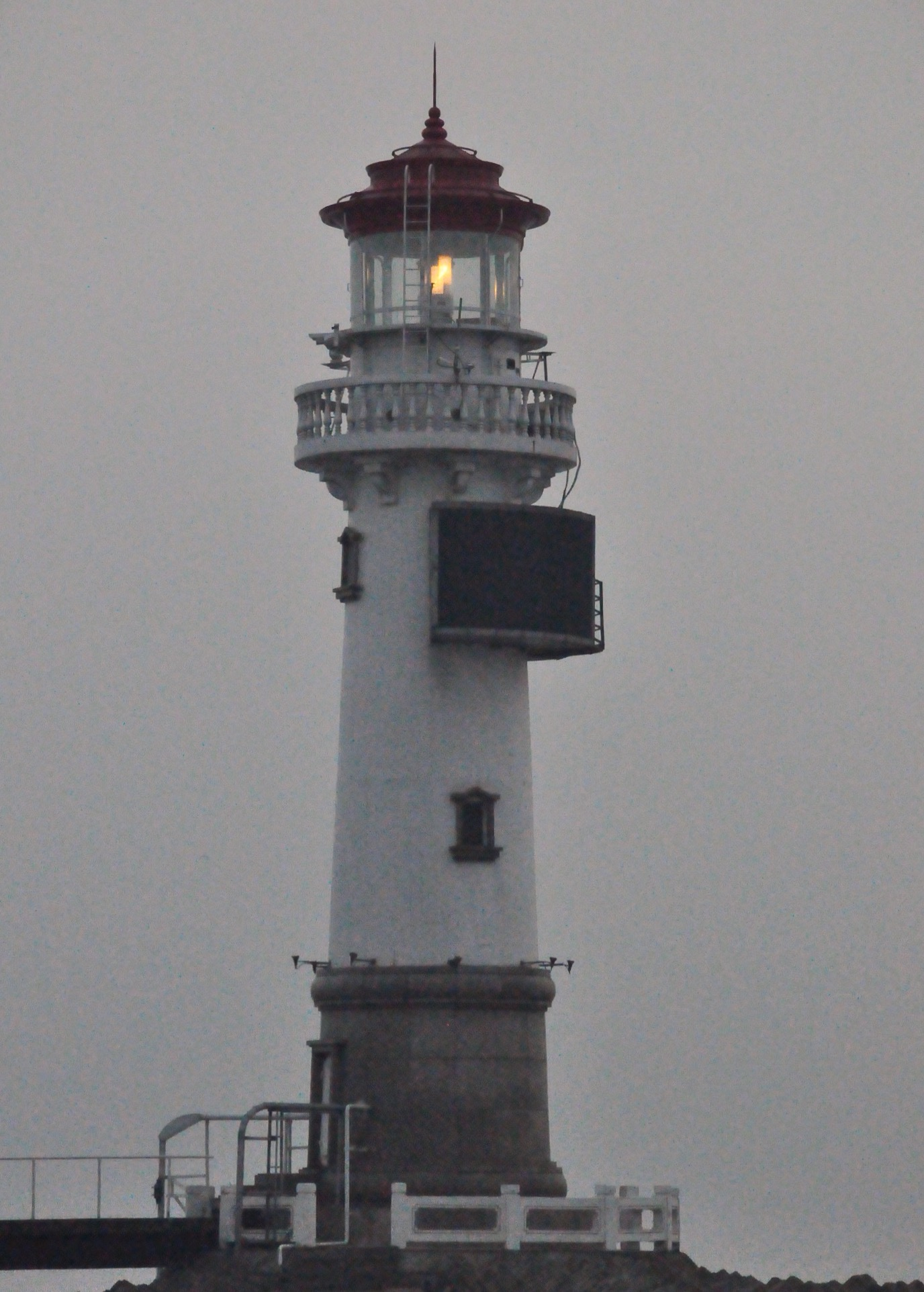
吴淞口灯

吳淞口，为黃浦江入長江之口，位於中國上海市寶山區吴淞街道和浦东新区高桥镇之间，宽约800米，长约1.8公里。宋时原系吴淞江入长江之一口，遂名吴淞口。一直为上海港船舶进出长江口的咽喉门户，轮船由前后引导灯桩引经吴淞口进港航道即可驶入上海港。吳淞口由上海海事局吴淞交通管制中心下属的吴淞海事局管辖。

## 形成历史
明永乐二年（1404年），夏原吉开浚范家浜，引大黄浦由吴淞江出海。正德十年（1515年），引吴淞江入宋家浜。隆庆三年（1569年），海瑞疏浚宋家浜，引吴淞江至黄浦，吴淞江遂成为黄浦的支流，吴淞江出口段与大黄浦、范家浜连为一体，最终成为黄浦江的出口，但仍沿称吴淞口。经历年疏浚，现涨潮时吴淞口航道维护水深为－8米，

## 设施

### 吴淞水位钟
清同治元年（1862年），吴淞口设置指示潮位的标杆，为船只助航。光绪十六年（1890年），上海海关在黄浦江张华浜设置水尺，由人工观测水位，始有潮位纪录。民国元年（1912年）1月，浚浦局在吴淞口炮台湾设立岛式自记水位站，设有潮球一座，指示水深。
民国22年（1933年）和民国32年（1943年），先后装有“圆盘潮汐指示仪”，指示潮汐水位变化，故水位站亦称吴淞炮台湾潮汐指示仪，具备记录与显示双重功能。“圆盘潮汐指示仪”初期在夜间采用电灯照明，之后改为白色霓虹灯。
1962年，拆除白色霓虹灯装上航标灯作为灯桩使用。1981年，水位站受8114号强台风袭击而损毁。1985年，在原水位站东侧10米处重建一座水位站和自动显示的水位钟，并于1986年2月投入使用至今。

### 吴淞口灯塔
清同治四年（1865年），在吴淞口西岸的一座洋式矮屋内点燃油灯指示船只进入吴淞口航道。同治十一年（1872年），始建吴淞灯塔，替代洋式矮屋内的油灯，为船只导航。宣统二年（1910年），在吴淞左导堤终端设置趸船，晚上点灯作为航标。民国17年（1928年）7月，拆除趸船，在吴淞左导堤终端设置固定河塘灯桩，重20余吨，日夜发光。
1988年，上海海事局对河塘灯桩进行改造重建，改桩身为圆锥形铁筒，并改名为吴淞口灯塔。1999年12月29日，改造重建吴淞口灯塔。桩身为白色圆柱形钢筋混凝土，塔高20.1米，灯高17.4米，射程达13海里，闪白5秒一次，装有雷达应答器，无人值守。

### 吴淞左导堤（石梗）
屬於1907年（光緒三十三年）荷蘭總工程師奈格主持鋪開的黃浦江系列整治工程的一部分，在其1909年（宣統元年）返回荷蘭前，治理工程總完成一半。該項則在宣统二年（1910年）三月完工，总造价为202万两关平银。石梗位于黄浦江河口西岸的终端与长江南岸接壤处，以吴淞海军码头向外213米与吴淞炮台围墙外152米交点为起点，向外延伸成微弯形，半径2.4公里，全长1395米。石梗建成后，宣统三年（1911年），又在吴淞口东岸建成长1500米的右顺坝，形成喇叭口，引导潮汐主流冲刷河口浅滩，增大进潮量，将吴淞外沙暗沙刷深。該項與高橋新航道開挖工程，共同對黃浦江兩沙治理起到重大作用。
1957年，对石梗进行局部整修。1958年始，在石梗堤脚边抛泥，在石梗外抛石，以护坡脚。1965年初至1966年底，又对石梗实施沉排护底、抛石护坡、修补堤面等工程，增设石梗灯桩3座。

## 相關历史事件
- 吴淞战役：1842年6月16日，第一次鸦片战争期间，英军进犯吴淞口。陈化成在吴淞炮台抗击英军，最终殉国。
- 重慶號巡洋艦：1949年2月25日，在吳淞口易幟，投靠中国人民解放军[17][18]。

## 相关事故
- 瑞安轮：1922年8月7日，因台风袭击，在吴淞口沉没，200余人遇难[19][20]。
- 江亚轮：1948年12月3日，在吴淞口外沉没，3000余人遇难。
- 长平轮：2018年1月2日夜间11时39分，载有钢材的长平轮在吴淞口锚地沉没[21]，3名船员获救，10名船员下落不明[22]。
- 顺强2轮：2018年7月15日，顺强2轮与永安轮在吴淞口64号灯浮附近水域发生碰撞，事故导致“顺强2”轮沉没，船上13人落水，3人获救，10人失踪[23]。
- 2018年11月21日八时许，一艘386总吨的货船在吴淞口附近的A60浮筒处江面上翻沉，船上2名船员落水。路过的上海客轮公司执行“吴淞—长兴—横沙”航线的“飞翼15”客轮将其中一名落水者救起，另一名落水者则被吴淞海事局指挥中心指派前往搜救的“海巡01013”艇的船员救起。
- 2020年3月26日13时35分，一艘长江驶往黄浦江方向的油船“华*306”轮与反方向空载油船“宏*油19”轮在吴淞口101灯浮附近发生碰撞，“华*306”轮左舷其中一货舱破损，导致部分柴油泄漏，两船均无人员伤亡。